# Topical Dancer
Topical Dancer is een het debuutalbum van Charlotte Adigéry en Bolis Pupul als duo. Het album werd uitgebracht op 4 maart 2022 onder het label DEEWEE.
In 2022 werden ze met het album acht maal genomineerd voor een MIA award: 'Album', 'Alternative' en 'Groep' (publieksprijzen) en 'Artwork', 'Auteur/Componist', 'Live act', 'Producer' en 'Videoclip' (sectorprijzen). Ze gingen toen naar huis met een MIA voor Artwork en Producer.

## Achtergrond
Bolis Pupul en Charlotte Adigéry wonen beiden in België en ontmoetten elkaar voor het eerst in 2016 op de set van de Belgische film Belgica. Ze werden beiden uitgenodigd door Soulwax die de soundtrack van de film maakte.
Het album bevat uptempo nummers die steeds een maatschappelijk of politiek geladen lading hebben. Thema's die aan bod komen zijn onder andere persoonlijke ervaringen met rassendiscriminatie en seksuele intimidatie. Op het album zingt Charlotte Adigéry in het Engels, Nederlands, Creools en Frans.
"Thank You" is de eerste single van Topical Dancer en werd uitgebracht op 22 september 2021. De tweede single "Blenda" verscheen op 4 november 2021, samen met een aankondiging van het album en de releasedatum.

## Trivia
- Het openingsnummer "Bel Deewee" is een veldopname van de intercom van de DEEWEE studio.[4]
- Op het nummer "Ich Mwen" is Christiane Adigéry, de moeder van Charlotte, te horen.[5]

## Internationale recensies
| Gemiddelde score | Gemiddelde score |
| Publicatie       | Score            |
| ---------------- | ---------------- |
| Metacritic       | 85/100           |
| Recensies        |                  |
| Publicatie       | Score            |
| AllMusic         | [ 7 ]            |
| Beats Per Minute | 88/100           |
| DIY              | [ 8 ]            |
| NME              | 4/5 sterren      |
| Pitchfork        | 8.2/10           |
| The Observer     | [ 9 ]            |
| The Skinny       | 5/5 sterren      |

## Tracklist
Alle nummers zijn geschreven en geproducet door Charlotte Adigéry, Bolis Pupul (Boris Zeebroek) en Soulwax (David Dewaele en Stephen Dewaele).

| 1.                 | Bel Deewee                         | 0:42 |
| 2.                 | Esperanto                          | 3:34 |
| 3.                 | Blenda                             | 3:31 |
| 4.                 | Hey                                | 3:36 |
| 5.                 | It Hit Me                          | 5:33 |
| 6.                 | Ich Mwen (with Christiane Adigéry) | 4:17 |
| 7.                 | Reappropriate                      | 5:06 |
| 8.                 | Ceci n'est pas un cliché           | 3:46 |
| 9.                 | Huile Smisse                       | 2:56 |
| 10.                | Mantra                             | 4:21 |
| 11.                | Making Sense Stop                  | 4:00 |
| 12.                | Haha                               | 3:26 |
| 13.                | Thank You                          | 5:51 |
| Totale duur: 50:43 |                                    |      |